# O-Hum
O-Hum est un groupe de pop rock iranien fondé en 1999 par Sharham Sharbaf l'actuel chanteur du groupe. La musique du groupe est un mélange de musique "western" et de musique traditionnelle perse avec des paroles de Hafez, un poète du XIVe siècle iranien. Leur premier album Nahal-e Heyrat est sorti à l'été 1999. Puis ont suivi deux autres albums : "Hafez in Love" et "Aloodeh"

## Discographie
- Nahal-e Heyrat (1999)
- Hafez in love (2002)
- Aloodeh (2005)

## Membres du groupe
- Shahram Sharbaf - Chant, guitare électrique et acoustique, synthétiseur
- Shahrokh Izadkhah - Guitare rythmique
- Kasra Saboktakin - Basse
- Kasra Ebrahimi - Batterie